# Primarias municipales de Chile Vamos de 2020

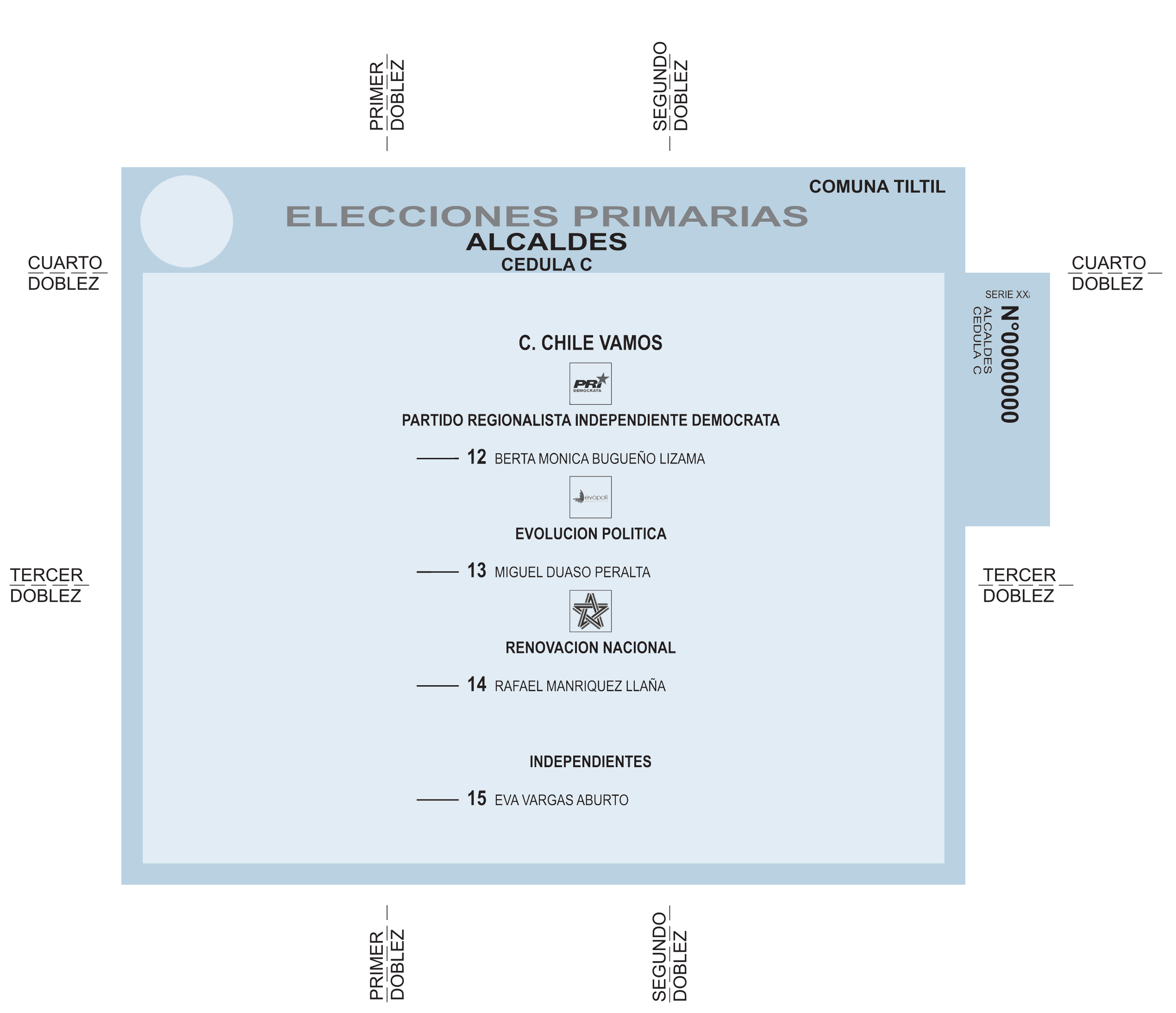
Cédula de votación utilizada en la primaria de alcalde de Tiltil, entregada exclusivamente a los militantes de partidos que conforman Chile Vamos.

El 29 de noviembre de 2020 se llevaron a cabo elecciones primarias municipales realizadas por la coalición Chile Vamos. A partir de estas primarias se decidió quiénes serán los candidatos a alcalde en determinadas comunas.

## Candidaturas
Las candidaturas fueron inscritas ante el Servicio Electoral de Chile (Servel) el 30 de septiembre de 2020, considerando la realización de primarias para elegir candidato a alcalde en varias comunas, entre ellas Vitacura, Lo Barnechea, Iquique, Copiapó, Valparaíso, Concón, San Javier, Curicó, Talca, San Pedro de la Paz y Temuco.
Las 37 comunas donde inicialmente Chile Vamos realizaría primarias de alcalde eran las siguientes:
| - Región de Tarapacá: - Iquique - Región de Atacama: - Copiapó - Vallenar - Región de Coquimbo: - Coquimbo - Región de Valparaíso: - Catemu - Olmué - Panquehue - Papudo - Concón - Santo Domingo - Valparaíso | - Región Metropolitana: - Tiltil - Vitacura - Lo Barnechea - La Cisterna - Paine - Región de O'Higgins: - Coltauco - Machalí - Mostazal - Requínoa - Navidad - San Fernando - Región del Maule: - Curicó - San Javier | - Región de Ñuble: - Chillán - Chillán Viejo - Región del Biobío: - San Pedro de la Paz - Lota - Nacimiento - Región de la Araucanía: - Padre Las Casas - Temuco - Región de los Ríos: - Corral - Río Bueno - Región de los Lagos: - Osorno - Puerto Montt - Región de Aysén: - Coyhaique |

La lista definitiva de candidatos a las primarias municipales de Chile Vamos es la siguiente:
| Región        | Comuna              | UDI                     | RN                                    | Evópoli                 | PRI              | Independientes                                     |
| ------------- | ------------------- | ----------------------- | ------------------------------------- | ----------------------- | ---------------- | -------------------------------------------------- |
| Tarapacá      | Iquique             | Juan Bautista Lima      |                                       | Natan Olivos            |                  | Daniela Solari                                     |
| Antofagasta   | Antofagasta         | Roberto Soto            | Luis Aguilera                         | Juan Pablo Montenegro   |                  |                                                    |
| Atacama       | Copiapó             |                         |                                       | Johanna Fernández       |                  | Maximiliano Barrionuevo Luis Núñez Manuel Corrales |
| Atacama       | Vallenar            |                         | Raúl Ardiles                          |                         |                  | Pedro Pablo Ogalde                                 |
| Coquimbo      | Coquimbo            | Pedro Antonio Castillo  | Guido Hernández                       | Paula Sulantay          |                  |                                                    |
| Valparaíso    | Catemu              | Luis Pradenas           |                                       |                         |                  | Álvaro Moreno                                      |
| Valparaíso    | Concón              | Bernardo Guerra         | Gabriela Orfali                       | Tarek Giacaman          |                  | Jorge Valdovinos                                   |
| Valparaíso    | Panquehue           | Margarita Vélez         |                                       |                         |                  | Vanessa Ossandón                                   |
| Valparaíso    | Santo Domingo       |                         | Dino Lotito                           | Valentina Peña          |                  | Antonio Parra                                      |
| Valparaíso    | Valparaíso          | Carlos Bannen           | Leonardo Contreras                    | María de la Paz Riveros |                  |                                                    |
| Metropolitana | Cerrillos           |                         | Guillermo Reeves                      |                         |                  | Alejandro Almendares                               |
| Metropolitana | La Cisterna         | Patricia Acevedo        | Bernardo Suárez                       | Jorge Pomar             |                  |                                                    |
| Metropolitana | Lo Barnechea        | Juan Cristóbal Lira     | Consuelo Alvial                       |                         |                  |                                                    |
| Metropolitana | Paine               | Rodrigo Contreras       |                                       | Bárbara Kast            |                  | Paulina Nin                                        |
| Metropolitana | Quinta Normal       | Felipe Mora             |                                       | Natalia Silva           |                  |                                                    |
| Metropolitana | Tiltil              |                         | Rafael Manríquez                      | Miguel Duaso            | Berta Bugueño    | Eva Vargas                                         |
| Metropolitana | Vitacura            | Pablo Zalaquett         | Maximiliano del Real Carlos Cruz-Coke | Camila Merino           |                  |                                                    |
| O'Higgins     | Coltauco            | Marcial Abarca          | Félix Sánchez                         |                         |                  |                                                    |
| O'Higgins     | Machalí             | Héctor Labbé            | Macarena Matas                        |                         |                  |                                                    |
| O'Higgins     | Navidad             | Gonzalo Ortega          |                                       | Nibaldo Maturana        |                  |                                                    |
| O'Higgins     | Requínoa            | María Victoria Cavieres | María Eliana Berríos                  |                         |                  |                                                    |
| Maule         | Curicó              |                         |                                       |                         |                  | Isabel Garcés Macarena Pons                        |
| Maule         | San Javier          | Cristóbal Cancino       | Yolanda López                         | Williams Valenzuela     |                  |                                                    |
| Ñuble         | Chillán Viejo       | Luis Parejas            |                                       |                         |                  | Rodrigo Arzola Cecilia Ortiz                       |
| Biobío        | San Pedro de la Paz | Mario Delannays         | Rubén Martínez Isaac Quevedo          | Juan Pablo Spoerer      | Fernando Vásquez |                                                    |
| Araucanía     | Lonquimay           |                         |                                       |                         |                  | Juan Fuentes José Barría                           |
| Araucanía     | Padre Las Casas     |                         | Raúl Henríquez                        | Marcela Esparza         |                  | Evelyn Mora                                        |
| Araucanía     | Temuco              |                         |                                       | Claudina Uribe          |                  | Solange Carmine Daniel Schmidt Iván Cerda          |
| Los Ríos      | Corral              | Rubén Pérez             |                                       | Jessica Barrientos      |                  |                                                    |
| Aysén         | Coyhaique           |                         | Ana María Mora                        | Verónica Figueroa       |                  | Eugenio Canales                                    |

El Servel rechazó la inscripción de la candidatura de Luis Pradenas en Catemu, dado que la persona ya es alcalde en Panquehue y al cambiarse de comuna incumple con el límite de reelecciones para un mismo cargo que establece la ley desde inicios de 2020. Pradenas apeló ante el Tribunal Electoral Regional de Valparaíso, sin embargo esta también rechazó su reclamo el 15 de octubre. Al no haber más de un candidato a dicha primaria, la elección para nominar al candidato en Catemu fue anulada.